# Prelazia de Itacoatiara
A Prelazia de Itacoatiara (Prælatura Territorialis Itacoatiarensis) é uma circunscrição eclesiástica da Igreja Católica no Brasil, pertencente à Província Eclesiástica de Manaus e ao Conselho Episcopal Regional Norte I da Conferência Nacional dos Bispos do Brasil, sendo sufragânea da Arquidiocese de Manaus. A sé prelatícia está na Catedral Prelatícia Nossa Senhora do Rosário, na cidade de Itacoatiara, no estado do Amazonas.

## Histórico
Em 1 de janeiro de 1759, foram instituídas a Vila de Nossa Senhora do Rosário de Serpa e a paróquia, vinculada ao Bispado de Belém, tendo como padroeira Nossa Senhora do Rosário. A primeira capela de madeira e palha foi construída nesse momento. Com a destruição da capela por um incêndio em 1791, a nova Igreja Matriz é construída em 1795. Até metade do século XIX, a Paróquia não contava com um sacerdote fixo. Em 5 de junho de 1874, com a elevação da vila de Serpa à cidade, a Paróquia de Serpa altera seu nome para Paróquia de Itacoatiara. Com a ereção canônica da Diocese do Amazonas, em 1892, a Paróquia de Itacoatiara passa a fazer parte da nova circunscrição eclesiástica. Os primeiros padres enfrentaram inúmeras dificuldades e também eram encarregados de atender regiões próximas, tendo que ausentar-se da Igreja Matriz por muito tempo nas desobrigas e ministração dos sacramentos.
Apesar das várias reformas e ampliações, a Igreja Matriz de Nossa Senhora do Rosário estava bem deteriorada, e uma nova igreja começou a ser levantada em 1927. Em 1934, a igreja velha, desativada desde 1930, foi demolida. A nova igreja paroquial, já utilizada desde 1940, foi inaugurada por Dom João da Mata Andrade e Amaral em 1 de novembro de 1946, que também benze o altar-mor e oficializa o dia 1º de novembro como encerramento da Festa da Padroeira.
No pontificado de João XXIII, a sociedade canadense Scarboro Foreign Mission Society (S.F.M., Sociedade de Scarboro para as Missões Estrangeiras), assume a região de Itacoatiara como seu campo missionário. Os primeiros padres canadenses chegam em 1962, dentre os quais Francis Paul McHugh, escolhido vigário, e Jorge Eduardo Marskell. 
A Prelazia de Itacoatiara foi erigida a 13 de julho de 1963, por meio da bula Ad Christi do Papa Paulo VI, desmembrada da Arquidiocese de Manaus. A nova prelazia abrangia oito municípios: Eva, Itacoatiara, Itapeaçu, Itapiranga, São Sebastião do Uatumã, Silves, Urucará e Urucurituba. O município de Eva foi extinto em 1964, e depois recriado como Rio Preto da Eva, em 1981, administrado pela Arquidiocese de Manaus. Itapeaçu foi extinto em 1964 e reintegrado a Urucurituba. Entre 1981 a 2001, a Prelazia de Itacoatiara também foi responsável pelo município de Presidente Figueiredo.
Com a instalação da prelazia, em 1964 a Igreja Matriz Paroquial é elevada à Catedral. Obras de reforma e ampliação foram iniciadas em 1987 e concluídas em 1988. Em 19 de março de 1988, Domingo de Ramos, o bispo emérito Francis Paul McHugh, celebrou a dedicação da Catedral Prelatícia à Nossa Senhora do Rosário, acompanhado do bispo Jorge Eduardo Marskell e todos os membros do clero da prelazia. Em 18 de agosto de 2000, por decreto episcopal, é definida a Paróquia Nossa Senhora do Rosário, com sede na igreja catedral, para coordenar as demais paróquias da cidade e as áreas missionárias na zona rural. Uma reforma geral da Catedral Prelatícia foi iniciada em 2003, concluída apenas em 2012, sendo dedicada pelo bispo Carillo Gritti em 1 de novembro de 2012.
  

## Demografia
Em 2015, a prelazia contava com uma população aproximada de 176.900 habitantes, com 79% de católicos.
O território da prelazia é de 58.424 km², organizado em 13 paróquias, abrangendo seis municípios: Itacoatiara, Itapiranga, São Sebastião do Uatumã, Silves, Urucará e Urucurituba.

## Bispos prelados, prelado e administradores apostólicos
|                             | Nome                                         | Período         | Notas                                                        |
| Bispos prelados             | Bispos prelados                              | Bispos prelados | Bispos prelados                                              |
| --------------------------- | -------------------------------------------- | --------------- | ------------------------------------------------------------ |
| 5º                          | Edmilson Tadeu Canavarros dos Santos, S.D.B. | 2024 —          | Atual                                                        |
| 4º                          | José Ionilton Lisboa de Oliveira, SDV        | 2017 — 2023     | Nomeado bispo da Prelazia de Marajó                          |
| 3º                          | Carillo Gritti, IMC                          | 2000 — 2016     | Faleceu                                                      |
| 2º                          | Jorge Eduardo Marskell, SFM                  | 1978 — 1998     | Faleceu.                                                     |
| 1º                          | Francis Paul McHugh, SFM                     | 1967 — 1972     | Renunciou.                                                   |
| Prelado                     |                                              |                 |                                                              |
|                             | Pe. Francis Paul McHugh, SFM                 | 1965 — 1967     | Eleito primeiro bispo prelado de Itacoatiara.                |
| Administradores apostólicos |                                              |                 |                                                              |
|                             | João de Souza Lima                           | 1972 — 1975     | Arcebispo de Manaus                                          |
|                             | Pe. Jorge Eduardo Marskell, SFM              | 1975 — 1978     | Eleito segundo bispo prelado de Itacoatiara.                 |
|                             | José Ionilton Lisboa de Oliveira, SDV        | 2023 — 2024     | Administrador de sua nomeação até a posse em Marajó em julho |
|                             | Edmilson Tadeu Canavarros dos Santos, S.D.B. | 2024            | Bispo auxiliar de Manaus                                     |